# دی‌سولفید
دی‌سولفید (انگلیسی: Disulfide) یک گروه عاملی در شیمی با ساختار شیمیایی R−S−S−R′ است. پیوند بین دو گوگرد معمولاً پیوند-اس‌اس یا پل دی‌سولفید نامیده می‌شود. این پیوند معمولاً از جفت شدن دو گروه تیول به وجود می‌آید.
|                      |                                 |                                               |                          |                                         |
| پیریت، "طلای احمق‌ها" | دی‌سولفور دی‌کلرید، یک ماده صنعتی | سیستین، پیوند دهنده عرضی در بسیاری پروتئین ها | لیپوئیک اسید، یک ویتامین | دی‌فنیل دی‌سولفید، یک دی‌سولفید آلی متداول |